# Spitsvleugelhoen
Het spitsvleugelhoen (Falcipennis falcipennis; synoniem: Dendragapus falcipennis) is een vogel uit de onderfamilie der ruigpoothoenders (Tetraoninae). De wetenschappelijke naam van de soort is voor het eerst geldig gepubliceerd in 1855 door Gustav Hartlaub.

## Kenmerken
Het spitsvleugelhoen heeft een lengte van 38 à 44 cm. Het mannetje weegt circa 750 gram en het vrouwtje circa 600 gram. Het mannetje heeft een zwart verenkleed en heeft een asgrijze bovenzijde en vleugels. Op de buik en de flanken zijn druppelvormige, witte vlekken te zien. Ook de onderstaartdekveren en staartrand zijn wit. Ook heeft hij een onbevederde, rode wenkbrauwstreep. Het vrouwtje is grotendeels bruin en heeft witte, druppelvormige veren op de borst, buik, flanken en bovenvleugels. Hierdoor gelijkt de hen sterk op een vrouwelijk korhoen (Lyrurus tetrix).

## Biotoop
Leeft in dichte sparren- en zilversparrenbossen, die afgewisseld worden met lariksbestanden.

## Voorkomen
Het spitsvleugelhoen is een endemische en vrij zeldzame soort die op zowel de Rode Lijst van bedreigde soorten van Rusland als de Rode Lijst van de IUCN staat. Binnen Rusland komt de soort alleen voor in het Russische Verre Oosten, met name in de Oblast Amoer, het Sichote-Alingebergte en Oblast Sachalin. Nestelt mogelijk in het noordoosten van China.

## Galerij

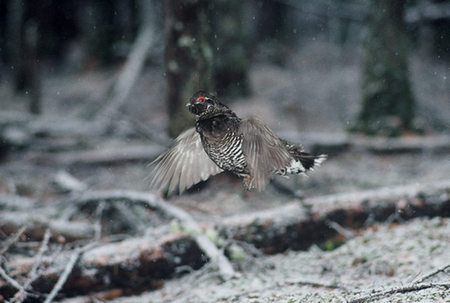
Baltssprong van een mannelijk spitsvleugelhoen.
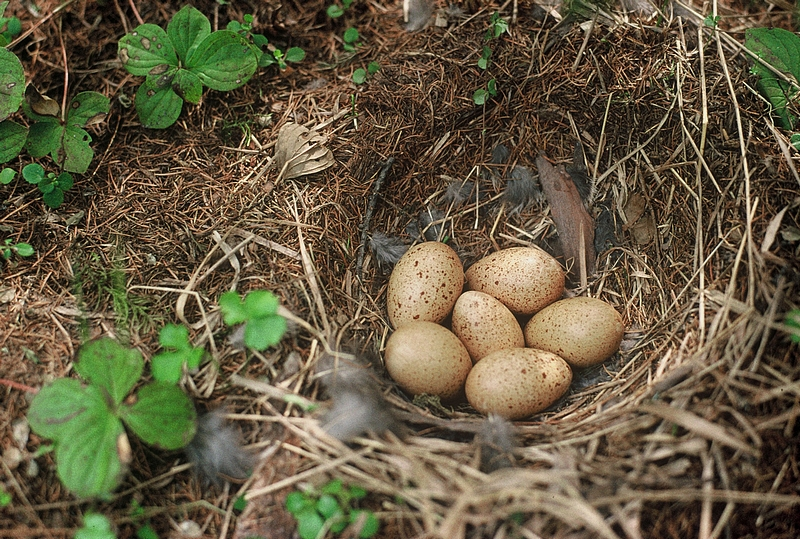
Nest van het spitsvleugelhoen met zes eieren.
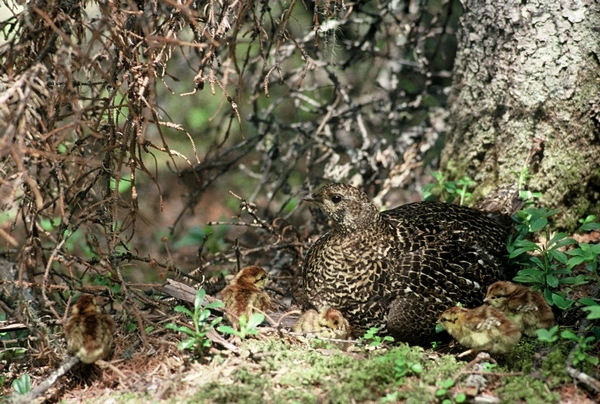
Een vrouwelijk spitsvleugelhoen met pas uit het ei gekropen kuikens.
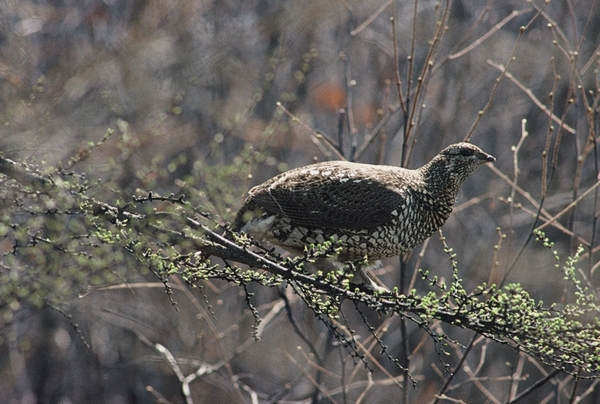
Vrouwelijk spitsvleugelhoen.
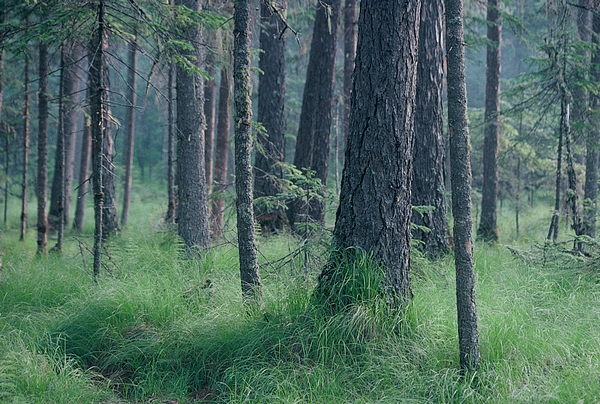
Broedbiotoop van het spitsvleugelhoen.
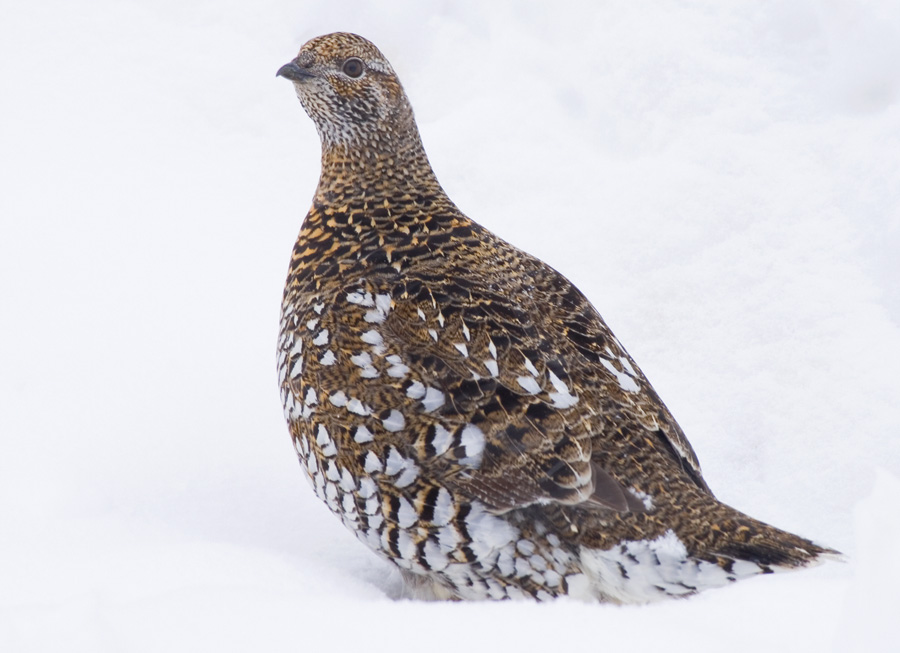
Een vrouwelijk spitsvleugelhoen.